# زمستان استخوان‌سوز
زمستان استخوان‌سوز (به انگلیسی: Winter's Bone) نام یک فیلم درام به کارگردانی دبرا گرانیک محصول سال ۲۰۱۰ آمریکاست. از بازیگران فیلم می‌توان به جنیفر لارنس اشاره کرد.
این فیلم اقتباسی ادبی از رمانی به همین نام نوشتهٔ دنیل وودلر در سال ۲۰۰۶ است. کارگردان فیلم دبرا گرانبک و آن روسلین فیلمنامه نویسی این فیلم را برعهده داشتند. زمستان استخوان‌سوز برندهٔ جایزهٔ بهترین فیلم دراماتیک از جشنوارهٔ ساندنس ۲۰۱۰ شده‌است.

## طرح داستان
این فیلم روایتگر سختی‌های دختری ۱۷ ساله به نام ری دالی است که به اجبار، قصد یافتن پدر فراری‌اش در کوه‌های اوزارکس را دارد. پدر خانواده که به دلیل جرائم مواد مخدر پیش‌تر دستگیر شده بود، با گرو گذاشتن تنها خانه‌شان موقتاً آزاد و سپس فراری شده‌است. بنابراین ری مجبور است پدرش را بیابد تا خانواده‌اش را از آوارگی در زمستان سخت آن منطقه نجات بدهد.